# 고기압성 폭풍
고기압성 폭풍은 저기압의 영역 주위를 코리올리 효과에 따라 방향이 결정되는 방향의 반대로 부는 폭풍이다. 북반구에서는 반싸이클론 폭풍은 시계방향의 바람 흐름이며 남반구에서는 반시계방향의 바람 흐름이다.주로 적란운이나 적운이기 때문에 뇌우가 내린다.
반싸이클론 폭풍은 보통 고기압 주위에 형성된다. 이들은 코리올리 효과와 모순되지 않는다. 반싸이클론 폭풍은 차가운 날씨를 동반하며 큰 눈폭풍을 일으킨다. 목성의 대적점이 잘 알려진 지구외의 반싸이클론 폭풍이다.
반싸이클론 토네이도도 자주 발생한다. 토네이도는 저기압 영역이지만 토네이도가 발생하는 이유는 코리올리 효과가 무시가능할 정도로 작은 규모로 발생하기 때문이다.

## 같이 보기
- 대적점